# Cherut (noviny)
Cherut (hebrejsky חרות, doslova Svoboda) byl název několika hebrejsky psaných periodik vycházejících v osmanské Palestině, v mandátní Palestině a v Izraeli ve 20. století.

## Sefardský deník v Jeruzalémě
V roce 1909 začal v Jeruzalémě vycházet týdeník Cherut, jehož vydavatelem byl Chajim Ben Atar. List byl tiskovou platformou místní sefardské komunity. V roce 1912 se stal deníkem. Během první světové války zůstal kvůli tureckým represím nakonec jediným hebrejským periodikem v tehdejší osmanské Palestině. Mezi hlavní postavy tohoto deníku patřil Avraham Elmalich, pozdější izraelský politik.

## Noviny Irgunu
Roku 1942 začala organizace Irgun vydávat vlastní list nazvaný Cherut. Šlo o nevelký občasník rozesílaný poštou zájemcům, popřípadě vylepovaný na veřejná prostranství. Byl ostře protibritsky zaměřený. Jeho vydávání trvalo až do roku 1948, kdy Irgun jako samostatná politická a vojenská síla zanikl.

## Noviny Cherutu
Další deník jménem Cherut byl založen roku 1948. Za jeho vznikem stála strana Cherut. Roku 1965, kdy se sloučila strana Cherut s Liberální stranou, byl i deník Cherut sloučen se stranickým listem Liberálů do nového deníku ha-Jom, který ale o čtyři roky později zanikl.